# Hugues Occansey
Hugues Thierry Occansey (Moyeuvre-Grande, 18 dicembre 1966) è un ex cestista e allenatore di pallacanestro francese.

## Carriera
Con la Francia ha disputato due edizioni dei Campionati europei (1991, 1995).
Da allenatore ha guidato il Mali ai Campionati africani del 2009 e la Costa d'Avorio a due edizioni dei Campionati africani (2015, 2017).

## Palmarès

### Giocatore
- Campionato francese: 4

CSP Limoges: 1983-84, 1984-85, 1987-88
Olympique d'Antibes: 1990-91
- Coppa delle Coppe: 1

CSP Limoges: 1987-88